# Lippendorf-Kieritzsch
Lippendorf-Kieritzsch ist eine Ortschaft der Gemeinde Neukieritzsch im Landkreis Leipzig (Freistaat Sachsen). Die selbstständige Gemeinde Lippendorf-Kieritzsch bestand zwischen 1973 und 1995 aus den Ortsteilen Lippendorf (Medewitzsch) und Kieritzsch sowie der Flur der ehemaligen Gemeinde Peres-Pulgar, deren drei Ortsteile zwischen 1971 und 1983 den Chemischen Werken Böhlen bzw. dem Tagebau Peres weichen mussten.

## Geografie
Lippendorf-Kieritzsch liegt in der Leipziger Tieflandsbucht 20 Kilometer südlich von Leipzig. Im Westen befindet sich der zum Mitteldeutschen Braunkohlerevier gehörige Tagebau Vereinigtes Schleenhain (Abbaufeld Peres), im Osten die Pleiße und im Südosten Neukieritzsch. Im Ortsteil Lippendorf liegt das Kraftwerk Lippendorf.

## Geschichte
Die Gemeinde Lippendorf-Kieritzsch wurde am 1. Januar 1973 aus den Orten Lippendorf und Kieritzsch gebildet. Die Gemeinde gehörte zu dieser Zeit zum Kreis Borna im Bezirk Leipzig. Der Ortsteil Lippendorf besteht seit 1960 nur noch aus der Ortslage Medewitzsch, da die Ortsteile Lippendorf und Spahnsdorf durch den Bau des Kraftwerks Lippendorf abgebrochen wurden.
1983 wurden die Flächen der aufgelösten Gemeinde Peres-Pulgar, die westlich von Lippendorf-Kieritzsch lag, eingemeindet. Nachdem der nördlichste Ortsteil Pulgar bereits 1971 durch den Bau der Chemischen Werke Böhlen abgebrochen wurde, folgten die südlicheren Ortsteile Piegel und Peres in den Jahren 1976–1978 bzw. 1982/83 durch Überbaggerung durch den Tagebau Peres. Durch diesen wurde 1990 auch die in der Flur von Kieritzsch liegende Wüstung Zöllsdorf teilweise überbaggert.
Lippendorf-Kieritzsch gehörte seit 1990 zum sächsischen Landkreis Borna und seit 1994 zum Landkreis Leipziger Land. Die selbstständige Gemeinde Lippendorf-Kieritzsch wurde am 1. Januar 1996 nach Neukieritzsch eingemeindet. Seitdem sind Lippendorf und Kieritzsch zwei Ortsteile der Gemeinde Neukieritzsch, die einen gemeinsamen Ortschaftsrat bilden.

## Verkehr
Südlich des Ortsteils Kieritzsch verläuft die Bundesstraße 176. Beide Ortsteile sind über die Staatsstraße 71 miteinander verbunden. Östlich von Lippendorf-Kieritzsch verläuft die Bahnstrecke Leipzig–Hof, an der beide Ortsteile keinen direkten Halt haben. Der Bahnhof in Neukieritzsch trug zwar bis 1935 die Bezeichnung „Bahnhof Kieritzsch“, lag aber in der Flur von Kahnsdorf bzw. heute in der Flur von Neukieritzsch. Er wird wie der Haltepunkt „Böhlen Werke“ im Osten des Industriegebiets Böhlen-Lippendorf von der S-Bahn Mitteldeutschland bedient.